# Egypt Lake-Leto
Egypt Lake-Leto è un CDP degli Stati Uniti d'America, situato nello Stato della Florida, nella contea di Hillsborough.